# Lister Storm LMP
Der Lister Storm LMP ist ein Le-Mans-Prototyp, gebaut von Lister in Großbritannien.

## Entwicklungsgeschichte
Die Geschäftsführung der britischen Rennwagenmanufaktur Lister entschloss sich schon in den 1990er-Jahren, ein Fahrzeug für die große Klasse der Prototypen zu bauen, den LMP 1. Fahrzeuge für diese Klasse werden heute in der Regel nach dem Reglement des ACO für die 24 Stunden von Le Mans ausgelegt und können damit auch in der ALMS und der Le Mans Series an den Start gehen.

## Renngeschichte
Lister hatte zwar genügend Erfahrung beim Bau von Sportwagen durch den Lister Storm GT gewonnen, eine Konzentration auf den Prototyp konnte mangels Ressourcen aber nie stattfinden. So kam der LMP erst 2004 zu einem Renneinsatz. Bei den 6 Stunden von Vallelunga – einem Sportwagenrennen, das keinen Meisterschaftsstatus hatte – siegte der Wagen. Jedoch traten die beiden Fahrer Stefano Zonca und Angelo Lancelotti ausschließlich gegen leistungsschwächere Fahrzeuge der LMP2, Gruppe CN und  diverser GT-Klassen an. Beim Rennen in Le Mans kam die Mannschaft Nielsen/Møller/Elgaard zwar als 24ste ins Ziel, die technischen Probleme waren aber erheblich, der Wagen schaffte es nur knapp ins Klassement.
Der Storm LMP, ein offener Prototyp, wurde von einem Chevrolet-V8-Motor angetrieben. 2005 wurde der Wagen an Aufhängung und Chassis verbessert, das nun teilweise dem künftig geltenden Reglement des ACOs entsprach. Diesen Fahrzeugen, auch als Hybrid bezeichnet, erlaubte der ACO bis zur Einführung des neuen Reglements 2007 mehr Leistung bei geringerem Gewicht. Die Performance des Wagens wurde jedoch nicht besser. Nach einem Startverzicht in Le Mans, ausgelöst durch einen schweren Trainingsunfall, gab der Wagen bei den 1000 km von Silverstone sein Debüt mit einem 18. Platz. Nur beim 6-Stunden-Rennen von Vallelunga lief der Wagen lange Zeit einwandfrei. Ein Aufhängungsbruch knapp vor Schluss hätte aber fast den zweiten Platz, der schließlich erreicht wurde, verhindert.
Auch 2006 war kein erfolgreiches Jahr für den Storm LMP. Die ursprüngliche Idee, die gesamte Saison der Le Mans Series zu bestreiten, scheiterte an den nach wie vor nicht gelösten Kinderkrankheiten an Antrieb und Getriebe. Zu Saisonbeginn fuhren Justin Keen, Nicolas Kiesa und Jens Møller noch auf den dritten Gesamtrang beim verkürzten 1000-km-Rennen von Istanbul (das Rennen musste nach zwei Dritteln abgebrochen werden, da nicht genügend Treibstoff vom Streckenbetreiber zur Verfügung gestellt werden konnte.). Jedoch fehlten sieben Runden auf den siegreichen Pescarolo C60, darüber hinaus wurde das Fahrertrio ebenfalls vom Klassensieger der leistungsschwächeren LMP2-Klasse überholt. Ein schwerer Unfall bei den 1000 km von Spa-Francorchamps und ein völlig verpatztes Rennen in Le Mans waren ein erneuter Rückschlag. Auch der vorletzte Meisterschaftslauf in Donington endete für das Werksteam mit einem Ölleck am Motor. Zum 1000-km-Rennen auf dem Nürburgring und beim Rennen in Jarama trat das Team überhaupt nicht mehr an.
2007 sollte der Storm LMP völlig neu aufgebaut werden. Lister verpflichtete den ehemaligen Bentley- und Radical-Designer Peter Elleray und erwarb ein Pescarolo-Chassis. Elleray modifizierte es und ersetzte den Chevrolet- durch einen Judd-Motor. Obwohl die Basis nunmehr ein Pescarolo ist, erteilte der ACO die Homologation für das Fahrzeug als Lister-Judd. Das Rennen in Le Mans musste jedoch ausgelassen werden, da der Wagen nicht rechtzeitig fertig wurde. Das Debüt des neuen Wagens, angekündigt für die 1000 km von Spa, steht nach wie vor aus.